# Rosewood (Ohio)
Rosewood es un lugar designado por el censo ubicado en el condado de Champaign en el estado estadounidense de Ohio. En el Censo de 2010 tenía una población de 257 habitantes y una densidad poblacional de 73,29 personas por km².

## Geografía
Rosewood se encuentra ubicado en las coordenadas 40°13′3″N 83°57′48″O / 40.21750, -83.96333. Según la Oficina del Censo de los Estados Unidos, Rosewood tiene una superficie total de 3.51 km², de la cual 3.51 km² corresponden a tierra firme y (0%) 0 km² es agua.

## Demografía
Según el censo de 2010, había 257 personas residiendo en Rosewood. La densidad de población era de 73,29 hab./km². De los 257 habitantes, Rosewood estaba compuesto por el 97.67% blancos, el 0% eran afroamericanos, el 0% eran amerindios, el 0% eran asiáticos, el 0% eran isleños del Pacífico, el 0% eran de otras razas y el 2.33% pertenecían a dos o más razas. Del total de la población el 2.33% eran hispanos o latinos de cualquier raza.